# Famille Orlov
Pour les articles homonymes, voir Orlov.

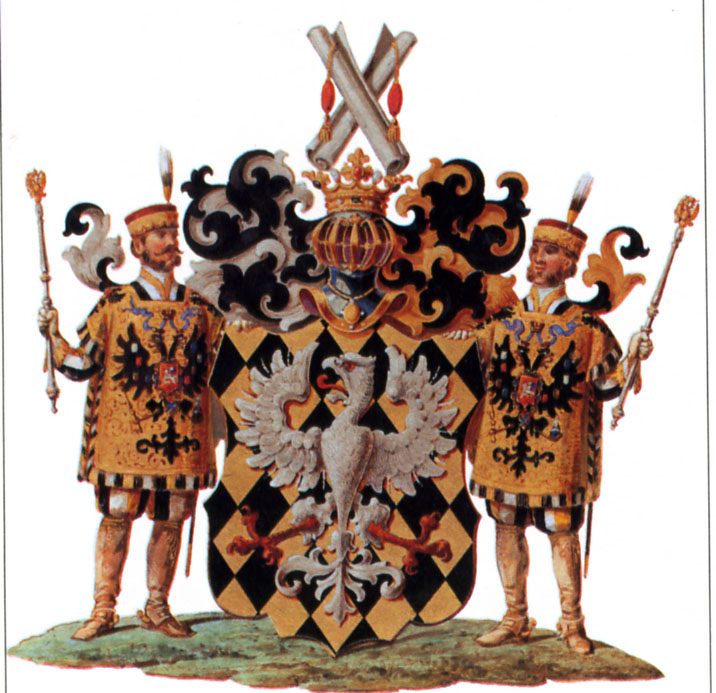
Blason de la famille Orlov.

La famille Orlov (russe : Орлóв), également retranscrite famille Orloff, est une famille de comtes puis princes , appartenant à la noblesse russe et qui a donné à l'Empire russe d'éminents hommes d'État, diplomates et militaires au XVIIIe siècle et jusqu'à la Révolution russe.
Cette famille s'est particulièrement distinguée au XVIIIe siècle avec les cinq frères Orlov : Ivan Orlov (ru) (1733–1791), Grigori Orlov (1734-1783), Alexeï Orlov (1737-1808), Fiodor Orlov (1741-1796) et Vladimir Orlov (ru) (1743–1831, dont les descendants portent le titre de comtes Orlov-Davydov), qui prennent une part déterminante au coup d'État qui mène sur le trône la future Catherine II, alors épouse du tsar assassiné Pierre III.
Le comte Grigori Orlov est le premier favori de l'impératrice Catherine II et le principal conseiller impérial de la fratrie Orlov, nommé général-en-chef de l'armée impériale russe et élevé à la dignité de prince du Saint-Empire en 1772 par Joseph II d'Autriche, alors allié de la Russie.

## Personnalités
- Alexeï Fiodorovitch Orlov, président du Conseil des ministres de l'Empire russe ;
- Vassili Vassilievitch Orlov-Denissov, général russe ;
- Vladimir Petrovitch Orlov-Davydov, bibliophile et homme politique russe ;
- Vladimir Vladimirovitch Orlov-Davydov, général russe et gouverneur de Simbirsk ;
- Nicolas Alekseïevitch Orloff, ambassadeur de Russie en France ;
- Vladimir Nicolaievitch Orloff, général russe et ami de Nicolas II ;
- Nicolas Wladimirovitch Orloff, agent du KGB.